# Yuen Wah
Yuen Wah (nascido em 2 de Setembro de 1950) é um diretor, coreógrafo e ator de cinema de Hong Kong, sendo especialista em filmes de ação. Yuen Wah já participou de mais de 60 filmes e é famoso por sua excepcional agilidade e por suas habilidades acrobáticas, alem de ser especialista em Kung Fu. Yuen Wah conheceu Jackie Chan, Sammo Hung e Yuen Biao na Escola de Ópera de Pequim antes de todos eles tornarem-se famosos.